# Jean Levasseur
Jean Marie Louis Levasseur (ur. 22 listopada 1909 w Ismailii, Egipt, zm. 15 kwietnia 1947 w Gâvres, Francja) – francuski wojskowy, komandor porucznik, uczestnik II wojny światowej.

## Biografia
Jean Levasseur urodził się 22 listopada 1909 w Ismailii w Egipcie. W 1931 wstąpił do szkoły oficerów rezerwy marynarki wojennej w Breście. 19 kwietnia 1932 został mianowany podchorążym marynarki (aspirant). W latach 1932–1933 służył na torpedowcach „Alcyon” i „Brestois”. 26 lutego 1933 awansował na podporucznika marynarki (enseigne de vaisseau de 2e classe), a w kwietniu wrócił do cywila. W lipcu 1934 zdobył patent porucznika marynarki handlowej. W 1936 został ponownie powołany do służby czynnej, pływał na niszczycielach „Panthère” oraz „Verdun”. 26 lutego 1937 awansował na porucznika marynarki (enseigne de vaisseau de 1re classe). 12 sierpnia 1938 otrzymał list gratulacyjny za uratowanie dwóch marynarzy z płonącego statku „El Djem” w hiszpańskim porcie Walencja. W 1938 wrócił do marynarki handlowej i uzyskał patent kapitana marynarki handlowej.
W chwili kapitulacji Francji przebywał na Madagaskarze, 15 grudnia 1940 dołączył do sił Wolnej Francji w Adenie. 26 lutego 1941 dotarł do Anglii, gdzie otrzymał przydział na torpedowiec „Bouclier”. 1 lipca 1941 awansował do rangi kapitana marynarki (lieutenant de vaisseau) i objął dowództwo korwety „Aconit”, brał udział w osłonie konwojów na północnym Atlantyku. W nocy z 10 na 11 marca 1943, eskortując konwój HX 228, zatopił ogniem artyleryjskim niemiecki okręt podwodny U-444, wcześniej staranowany przez brytyjski niszczyciel „HMS Harvester”. Niecałe 12 godzin później otworzył ogień do kolejnego U-Boota, U-432, którego taranując posłał na dno. „Aconit” zabrał 20 niemieckich rozbitków, stając się tym samym pierwszym okrętem Wolnej Francji, który wziął jeńców. Triumfalnie powitany w Greenock 14 marca, 1 sierpnia otrzymał awans na komandora podporucznika (capitaine de corvette), w październiku objął dowództwo korwety „Roselys”, a 6 kwietnia 1944 fregaty „La Surprise”. Uczestniczył w lądowaniu w Normandii, 20 czerwca okręt najechał na minę wskutek czego doznał poważnych uszkodzeń. Po remoncie fregaty w Anglii, Levasseur kontynuował walkę, biorąc m.in. udział w złamaniu niemieckiego oporu w ufortyfikowanych francuskich portach Wału Atlantyckiego.
Podczas II wojny światowej Jean Levasseur eskortował 33 konwoje przepływając 105 000 mil morskich.
W czerwcu 1945 został oddelegowany do Ministerstwa Marynarki, we wrześniu 1946 otrzymał stanowisko dyrektora studiów w École d’Application des Enseignes de Vaisseau na okręcie szkolnym „Jeanne d’Arc”. W październiku 1946 awansowany do stopnia komandora porucznika (capitaine de frégate).
15 kwietnia 1947 na poligonie morskim w Gâvres niedaleko Lorient odbywała się demonstracja użycia ładunków wybuchowych dla uczniów szkoły oficerskiej. Niekontrolowany wybuch spowodował smierć 4 osób, w tym Jeana Levasseura.

## Awanse[1]
- podchorąży marynarki (aspirant) (19/04/1932)
- podporucznik marynarki (enseigne de vaisseau de 2e classe) (26/02/1933)
- porucznik marynarki (enseigne de vaisseau de 1re classe) (26/02/1937)
- kapitan marynarki (lieutenant de vaisseau) (01/07/1941)
- komandor podporucznik (capitaine de corvette) (01/08/1943)
- komandor porucznik (capitaine de frégate) (01/10/1946)

## Odznaczenia
- Krzyż Oficerski Legii Honorowej
- Order Wyzwolenia
- Krzyż Wojenny
- Oficer Orderu Zasługi Morskiej
- Medal Pamiątkowy Wojny 1939–1945
- Medal Pamiątkowy Ochotników Wolnej Francji
- Order Wybitnej Służby
- Krzyż Komandorski Orderu Sławy
- Krzyż Komandorski Orderu Alawitów
- Krzyż Wojenny Czechosłowacki 1939